# Paraleptopecten bavayi
Paraleptopecten bavayi is een tweekleppigensoort uit de familie van de Pectinidae. De wetenschappelijke naam van de soort is voor het eerst geldig gepubliceerd in 1900 door Dautzenberg.